# Савоярді
Савоярді (італ. savoiardi), також бісквітні пальчики, дамські пальчики, — сухе солодке бісквітне печиво низької щільності на яєчній основі, формою наближене до великого пальця. Воно є основним складником у багатьох рецептах десертів на кшталт трайфлу та шарлотки, а також використовується для перекладання фруктових чи шоколадних тортів та як бісквітна складова тирамісу. Зазвичай савоярді замочують у цукровому сиропі чи лікері, а для тирамісу — в каві чи еспресо.

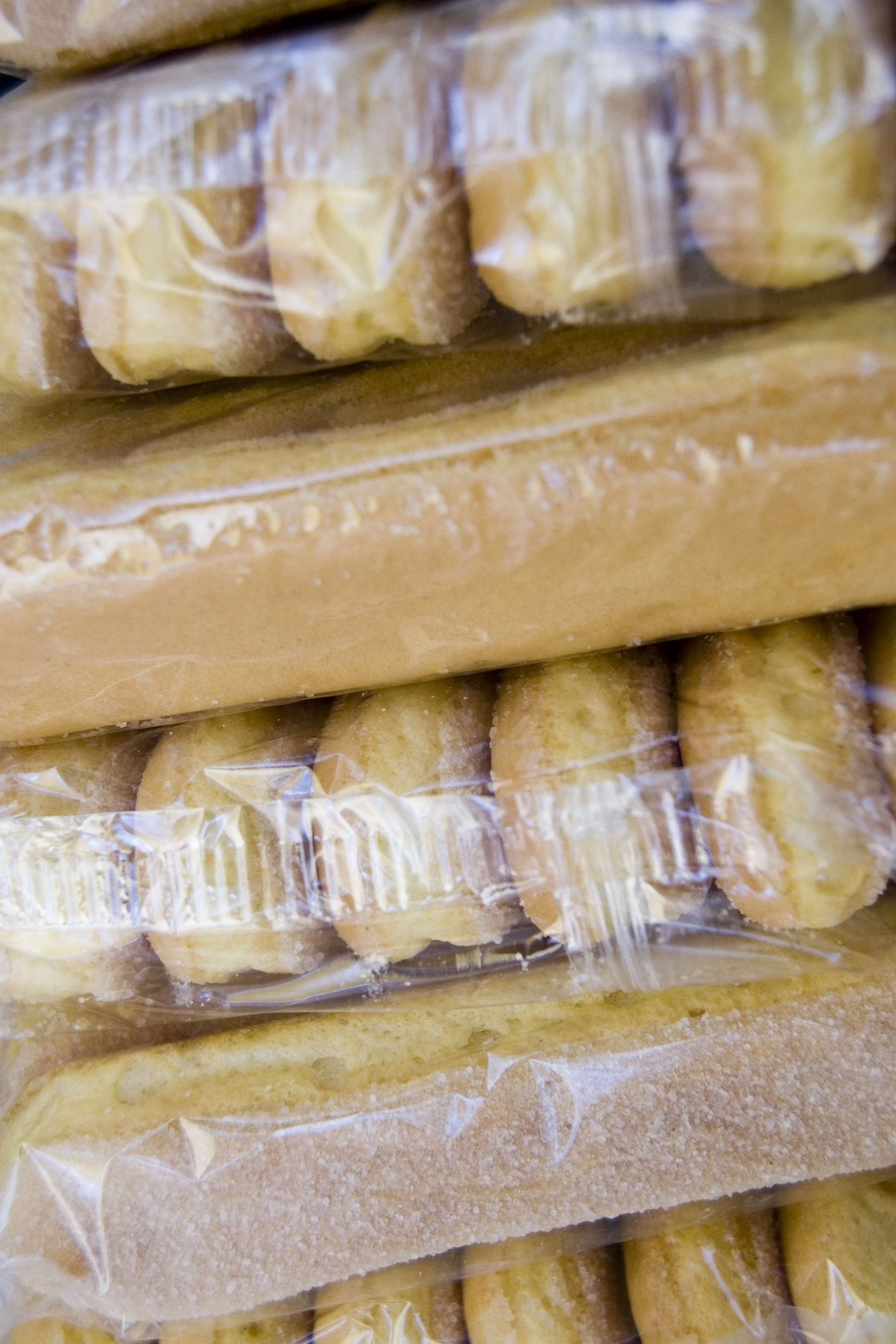
Печиво савоярді в прозорих пластикових пакетах

Бісквітні пальчики походять з двору Савойського герцогства кінця XV століття, де їх створили на честь візиту короля Франції. Пізніше печиво отримало назву савоярді (Savoiardi) і було визнано «офіційним» придворним печивом.

## Назва
Печиво набуло багатьох місцевих назв:
- В Аргентині: vainillas
- В Австралії: sponge fingers
- В Австрії: Biskotte
- У Боснії, Хорватії та Сербії: piškote / piškoti
- У Бразилії: biscoito champagne («шампанське печиво»)
- У Болгарії: бішкоти (бишкоти)
- У Великій Британії: sponge fingers («бісквітні пальці»), «будуарне печиво», «дитяче печиво», «похоронне печиво», «савойське печиво» або «будуарні пальчики»
- У В'єтнамі: «Bánh Sâm Banh» («шампанське»)
- У Греції: savouayiár (σαβουαγιάρ , французька адаптація італійської назви)
- У Гватемалі: chiquiadores
- В Індонезії: kue lidah kucing (печиво «котячий язик»)
- В Ірані: латіфе (لطیفه)
- В Ізраїлі: біскот (בישקוט)
- В Італії: savoiardi
- В Іспанії: bizcochos de soletilla («печивко-підошва»)
- У Канаді: ladyfingers
- У Китаї: shǒuzhǐ bǐnggān (手指饼干, «пальчикове печиво»)
- У Колумбії: lenguas («язики», через форму печива)
- На Кубі: bizcocho
- У Мексиці: soletas («маленькі підошви»)
- У Німеччині: Löffelbiskuits
- У Пакистані: біскіт (بسکٹ)
- У Південній Африці: продається як «будуарне печиво», але найбільш відоме як «пальчикове печиво»
- У Північній Македонії: biskviti (бисквити)
- У Польщі: kocie języczki («котячі язички») або biszkopty[4] («бісквіти/бісквіти»)
- У Португалії: biscoitos de champanhe («шампанське печиво») або palitos la reine
- У Румунії: pișcoturi
- У Росії: дамские пальчики («дамські пальчики»)
- У Сальвадорі: «суспірос»
- У Словаччині: cukrárske piškóty («печиво з цукерні»)
- У Словенії: bebi piškoti («дитяче печиво»)
- У Сполучених Штатах: «ladyfingers» («пальчики леді»)[5]
- На Тайвані:手指餅乾 («пальці-печиво»)
- В Туреччині: kedi dili («котячий язик»)
- В Уругваї та Венесуелі: plantillas («маленькі рослини»)
- В Угорщині: babapiskóta («дитячий бісквіт»)
- На Філіппінах: broas або broa (іспанською для деяких більш поживних видів хліба, іноді з помилкою написано як brojas)
- У Фландрії та Нідерландах: lange vingers («довгі пальці»)
- У Франції: boudoirs або biscuits à la cuillère або biscuits champagne
- У Чехії: dlouhé piškoty («довге бісквітне печиво») або cukrářské piškoty («кондитерське печиво»)
- У Чилі: galletas de champaña («шампанське печиво»)

## Приготування

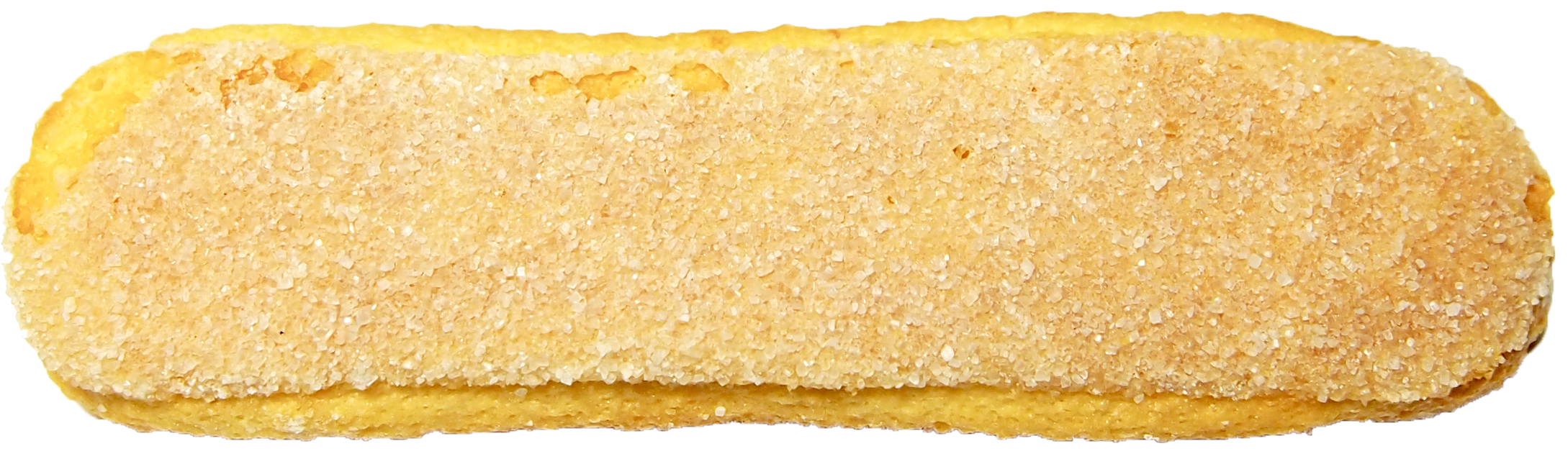
Печиво савоярді марки Vicenzovo

Як і інше бісквітне печиво, савоярді традиційно не містить хімічних розпушувачів, пористу текстуру йому забезпечує повітря у збитих яйцях. Однак деякі виробники додають бікарбонат амонію. Яєчні білки та жовтки зазвичай збивають окремо з додаванням цукру і змішують з борошном. Це печиво містить більше борошна, ніж звичайний бісквіт. Суміш подають через кондитерський мішок короткими смужками, надаючи печиву його відомої форми.
Для того, щоб отримати м'яку скоринку, перед запіканням печиво зазвичай посипають цукровою пудрою.